# You're the One (Park Jin-young)
You're the One è un singolo del cantautore e produttore sudcoreano J.Y. Park, pubblicato il 29 aprile 2012 come parte dell'album Spring: 5 Songs for a New Love. L'album segna un ritorno alle scene musicali per Park, che negli anni precedenti si era concentrato principalmente nella gestione della sua etichetta, JYP Entertainment, e nella produzione per altri artisti.

## Produzione e tematiche
Il brano, scritto e prodotto da J.Y. Park, si ispira a un amore personale dell'artista. Le liriche raccontano una storia d'amore tra una celebrità e una donna comune, riflettendo sul contrasto tra la vita pubblica glamour e la sincerità dei sentimenti privati. Il testo sottolinea il valore dell'amore autentico in un mondo superficiale e ostentato.

## Stile musicale
You're the One combina elementi di k-pop, R&B e soul, con arrangiamenti che integrano pianoforte, ritmi sincopati e una linea vocale emotiva. Lo stile richiama l'estetica old-school, con coreografie e strumentazione che evocano il jazz e il soul classico, pur mantenendo un tocco moderno.

## Video musicale
Il video musicale di You're the One, diretto da J.Y. Park, enfatizza il contrasto tra il lusso ostentato e la semplicità dell'amore vero. Le scene alternano momenti in interni eleganti, con trofei e fotografie che simboleggiano il successo dell'artista, a sequenze in città, dove Park danza tra i passanti, mostrando il suo "appeal" internazionale. Le coreografie si distinguono per mosse che richiamano lo stile retrò, eseguite con il carisma caratteristico di Park.

## Accoglienza
Il singolo è stato accolto positivamente dalla critica, che ha elogiato la capacità di J.Y. Park di fondere elementi nostalgici e contemporanei. Tuttavia, alcuni critici hanno notato che alcune scelte stilistiche nel video musicale, come i costumi e alcune inquadrature, potevano risultare dissonanti rispetto al concept generale.

## Classifiche
Il brano ha raggiunto posizioni di rilievo nelle classifiche digitali sudcoreane, beneficiando del grande seguito di J.Y. Park e del successo delle sue precedenti produzioni per artisti di spicco come Wonder Girls, 2PM e miss A. In particolare, raggiunse la posizione numero 3 nella Gaon Digital Chart e la 5 nella K-pop Hot 100, vendendo complessivamente 1.500.929 copie.